# Mulgrew Miller
Mulgrew Miller (13. srpna 1955 Greenwood, Mississippi, USA – 29. května 2013 Allentown, Pensylvánie, USA) byl americký jazzový klavírista. Svou profesionální kariéru zahájil v roce 1980, kdy hrál po boku zpěvačky Betty Carter. Léta 1981–1983 strávil u Woodyho Shawa a následně hrál v Jazz Messengers bubeníka Arta Blakeyho. Své první album Keys to the City vydal v roce 1985 a poslední Solo vyšlo v roce 2010. Rovněž spolupracoval s hudebníky, mezi které patří Cassandra Wilsonová, Freddie Hubbard, Ron Carter, Stefon Harris a Kenny Garrett. Zemřel na mrtvici ve svých sedmapadesáti letech.